# Nuri Togay
Nuri Togay (geb. 1915 in Biga, Çanakkale; gest. 16. Mai 2002 in Istanbul) war ein türkischer Politiker, Sportfunktionär und der 16. Präsident des Sportklubs Beşiktaş Istanbul.

## Leben
Er war Absolvent der Lehrerhochschule von Edirne und  studierte am Gazi-Institut in Ankara Sporterziehung und Geographie. Seine Laufbahn als Lehrer begann er an der Zafer-Schule in Kula, gefolgt von der Mittelschule in Bafra, dem Gymnasium in Denizli, der Lehrerhochschule in Adana und dem Karşıyaka-Gymnasium in Izmir. 
Es folgte eine Tätigkeit als Sportlehrer und stellvertretender Direktor an der Technischen Lehrerschule für Männer in Ankara.
Togay war Abgeordneter für Çanakkale in der 10. und 11. Legislaturperiode der Großen Nationalversammlung der Türkei.
Er war verheiratet und Vater von drei Kindern.

## Beşiktaş Istanbul
In den Jahren 1957–1958, 1959–1960 und für eine kurze Zeit im Jahr 1970 war er Präsident des Sportklubs Beşiktaş Istanbul.